# Iračko-iranska granica
Granica između Irana i Iraka duga je 1.599 km, od tromeđe s Turskom na sjeveru do plovnog puta Shatt al-Arab (poznat kao Arvand Rud u Iranu) i prema Perzijskom zaljevu na jugu. Iako je granica prvi put određena 1639. godine, i danas traju određeni sporovi, posebno oko plovidbe Šat al-Arabom.

## Granična crta
Granica započinje na sjeveru, na tromeđi s Turskom (na 37°8′4″N 44°47′05″E / 37.13444°N 44.78472°E. Zatim nastavlja prema jugu nizom nepravilnih linija kroz planine Zagros, otprilike prema jugoistoku, osim kratkih dijelova gdje prati rijeke (kao što su Zab as Saghir i Diyala) i mjesta gdje se irački teritorij uvlači u Iran istočno od grada Silêmanî u okrugu Penjwen. Istočno od Al Amaraha nepravilne crte prestaju, a granica se nastavlja prema jugu kroz četiri ravne dionice kroz močvaru do rijeke Nahr al-Khayin. Granica slijedi ovu rijeku kratko prema Shatt al-Arab, čiji thalweg zatim slijedi do Perzijskog zaljeva na "najnižoj točki niske vode" na ušću Šat al-Araba u 29°51′16″N 48°44′45″E / 29.85444°N 48.74583°E (WGS84).

## Povijest

### Osmansko doba (1500. – 1920.)
Osmansko je carstvo osvojilo veći dio današnjeg Iraka od Safavidske Perzije u Osmansko-safavidskom ratu 1532.–1555. Rat je zaključen amasijskim mirom kojim je potvrđena osmanska vlast nad Mezopotamijom. Osmanska kontrola Mezopotamije potvrđena je nakon Osmansko-safavidskog rata (1623. - 1639.), koji je okončan Zuhabskim ugovorom. Zuhabskim ugovorom bilo je određeno da će granica između dva carstva ići između planina Zagros i rijeke Tigris, iako u to vrijeme nisu povučene precizne crte.
Tijekom osmansko-hotakijskog rata (1722. - 1727.) Osmanlije su u savezu s Rusijom napale Iran, te su kroz ugovor iz Hamedana dobili velike dijelove sjeverozapadnog Irana. Sljedeći je rat uslijedio u 1740-ima, koji je okončan Kerdenskim ugovorom 1746., kojim su iranske dobio natrag svoje zapadne pokrajine i čime je ponovno potvrđena granica Zuhaba iz 1639.
Osmansko-perzijski rat (1821. - 1823.) završio je potpisivanjem Prvog ugovora iz Erzuruma, kojim je ponovno potvrđena granica Zuhaba iz 1639. godine. Pogranična komisija u kojoj su sudjelovali iranski, osmanski, ruski i britanski dužnosnici pomogla je u određivanju granice, što je rezultiralo Drugim ugovorom iz Erzuruma iz 1847. godine, koji je granicu iz 1639. godine potvrdio s nekim malim izmjenama.  Novi ugovor prvo je pokrenuo pitanje plovnog puta Šat al-Arab. Granica je postavljena na istočnoj obali rijeke tako da je čitav plovni put ostao pod osmanskom kontrolom, istovremeno dopuštajući da "perzijska plovila imaju pravo slobodno ploviti bez ikakvih smetnji i smetnji". Četverosmjerno granično povjerenstvo nastavilo je s radom sljedećih godina, a nakon mnogo rada i kartografskih rasprava izrađena je detaljna karta 1869. godine.
Unatoč radu komisije, sporovi oko preciznog poravnanja granica nastavili su se. Osmanlije i Iran dogovorili su se da će raditi na preciznijem razgraničenju 1911. godine, na nagovor Rusije i Britanije, koje su oboje imale kolonijalne težnje u regiji. Od studenog 1913. do listopada 1914. granična komisija uspostavila je Carigradski protokol, pružajući detaljno razgraničenje cijele granice, a također je potvrdila osmansku kontrolu nad Shatt al-Arabom. Općenito je linija trebala pratiti istočnu obalu plovnog puta, osim u regiji koja okružuje iranski grad Horamšaher, gdje je trebala slijediti thalweg. Povjerenstvo za granice s četiri države potom je pregledalo granicu na terenu i razgraničilo je stupovima, izradivši detaljnu seriju karata s prikazom potvrđene granice.

### Kolonijalni i neovisni Irak (1920.-danas)
Tijekom Prvog svjetskog rata arapska pobuna, podržana od Britanije, uspjela je ukloniti Osmanlije s većine Bliskog istoka. Kao rezultat tajnog anglo-francuskog sporazuma Sykes-Picot iz 1916. godine Britanija je stekla kontrolu nad osmanskim vilajetima Mosula, Bagdada i Basre, koje je organizirala u Irački mandat 1920. Zadržana je bivša osmansko-iranska granica, koja sada tvori granice između Irana i Iraka, a također i Irana i nove Republike Turske uspostavljene 1923. Irak je stekao neovisnost 1932.
Granicu je 1934. Iran osporio u Ligi naroda, dovodeći u pitanje valjanost i Erzurumskog ugovora i Carigradskog protokola. Spor je riješen 1937. godine, slijedeći opće crte stare granice, s izuzetkom područja neposredno oko iranskog grada Abadana, gdje je granica pomaknuta s istočne obale do talvega, kao što je to učinjeno oko Khorramshahra dva desetljećima ranije.
Iako je to riješilo glavne pritužbe Irana, nije uspjelo odgovoriti na pitanje slobode plovidbe u Shatt al-Arabu. Pitanje je ostalo otvoreno u sljedećim desetljećima, a Irak 1970-ih, nakon uspona Sadama Husseina, usvoja asertivniju vanjsku politiku. Iran je 1969. godine objavio da napušta ugovor iz 1937. godine, što je rezultiralo sukobima 1974.-1975. s Irakom na Shatt al-Arab. Za odmazdu, Irak je podržao arapske separatiste u iranskoj naftom bogatoj provinciji Khuzestan, a Iran je podržavao kurdske pobunjenike u Iraku. Mirovni sporazum potpisan je 6. ožujka 1975. u Alžiru u kojem su se obje strane obvezale na daljnje razgraničenje granice, kako na kopnu, tako i u Shatt al-Arab, na temelju Ugovora o Ezurumu i Carigradskog protokola. Te je godine u Bagdadu potpisan dodatni ugovor kojim se potvrđuju odredbe Alžirskog ugovora, zajedno s kartama koje označavaju granicu.
Odnosi su se još jednom pokvarili 1979. godine, kad je Saddam Hussein formalno stupio na dužnost, a iranski šah zbačen u Islamskoj revoluciji i zamijenjen šiitskom teokracijom pod ajatolahom Ruhollah Homeinijem. Rat je izbio 1980. kada je Irak napao Iran, što je dovelo do osmogodišnjeg iransko-iračkog rata. Gotovo čitav kopneni rat vodio se u neposrednoj blizini međunarodne granice. Sukob je rezultirao pat-pozicijom, a nakon završetka borbi nije došlo do promjena na granici. Odnosi su obnovljeni 1990. i znatno su se poboljšali od svrgavanja Sadama Husseina 2003. godine.

## Naselja u blizini granice

### Iran
- Piranshahr
- Sardasht
- Maraghan
- Alut
- Baneh
- Qohabad
- Nanur
- Qamishaleh
- Sadabad
- Marivan
- Hani Garmaleh
- Nowdesheh
- Marrehkhel
- Kheyli Mara
- Surmar
- Baveysi-ye Mashian
- Baveysi-ye Seyyed Mohammad
- Tappeh Maran
- Qasr-e Shirin
- Naft shahr
- Pasgah-e Meyan Tang
- Sar Ney
- Salehabad
- Mehran
- Dobrij
- Kanjan Cham
- Khorramshahr
- Abadan
- Shalamcheh

### Irak
- Qaladiza
- Tutkan
- Kani Spika
- Said Sadiq
- Halabja
- Sazan
- Girdanawe
- Hajilar
- Qoratu
- Khanaqin
- Makatu
- Mandali
- Ney Khezer
- Zurbatiyah
- Badra
- Al Qurnah
- Basra
- Al-Faw

## Granični prijelazi
Četiri su granična prijelaza između Irana i iračkog Kurdistana : Hadži Omeran (u guvernorati Erbil ), Parviz Khan, Bashmaq, i (od 2016.) kod Sayran Bana koji se nalazi u gradu Penjwen u guvernuratu Sulaymaniyah.
Između ostatka Iraka i Irana postoje granični prijelazi kod Khosravija, Mehrana, Chazabeha / Al Shaiba, Salamcheha i Soomara / Mandalija. Mehran/Zurbatiyah, Chazabeh/Al Shaib, Shalamcheh i Soomar/Mandali.